# اگر کلمات زبان من بودند
«اگر کلمات زبان من بودند» آلبومی از هنرمند اهل آلمان تیم بنتسکو است که در سال ۲۰۱۱ میلادی منتشر شد. این آلبوم در چارت آلمان چهارم، در چارت اتریش ۱۱ و در چارت سوئیس ۱۳ گردید. دو ترانه موفق نیز از این آلبوم منتشر شدند که اولی همین الان دنیا را نجات بده است و دومی اگر کلمات زبان من بودند که هر دو در چارت آلمان رتبه‌های زیر پنج رسیدند.